# 서브미션 레슬링
서브미션 레슬링(영어: submission wrestling)은 레슬링 형식 중 하나이다. 서브미션 레슬링은 캐치 레슬링, 포크 레슬링, 그레코로만형 레슬링, 자유형 레슬링, 유술, 유도, 브라질 주짓수, 루타 리브레, 삼보의 기술을 결합하고 있다.
유나이티드 월드 레슬링에 따르면, 서브미션 레슬링은 오늘날 국제적으로 행해지는 아마추어 경쟁 레슬링의 여섯 가지 주요 형식 중 하나이다. 다른 다섯가지 형식은 그레코로만형 레슬링, 자유형 레슬링, 비치 레슬링, 판크라티온, 알리쉬/벨트 레슬링, 전통/포크 레슬링이다.